# Dům U černé růže
Dům U černé růže je klasicistní řadový měšťanský dům čp. 853/II v ulici Na příkopě 12 v Praze 1 na Novém Městě. Byl postaven v polovině 19. století a v letech 1929–1932 propojen funkcionalistickou pasáží se sousedním domem čp. 894/II do Panské ulice. Od roku 1958 je chráněn jako kulturní památka.

## Historie

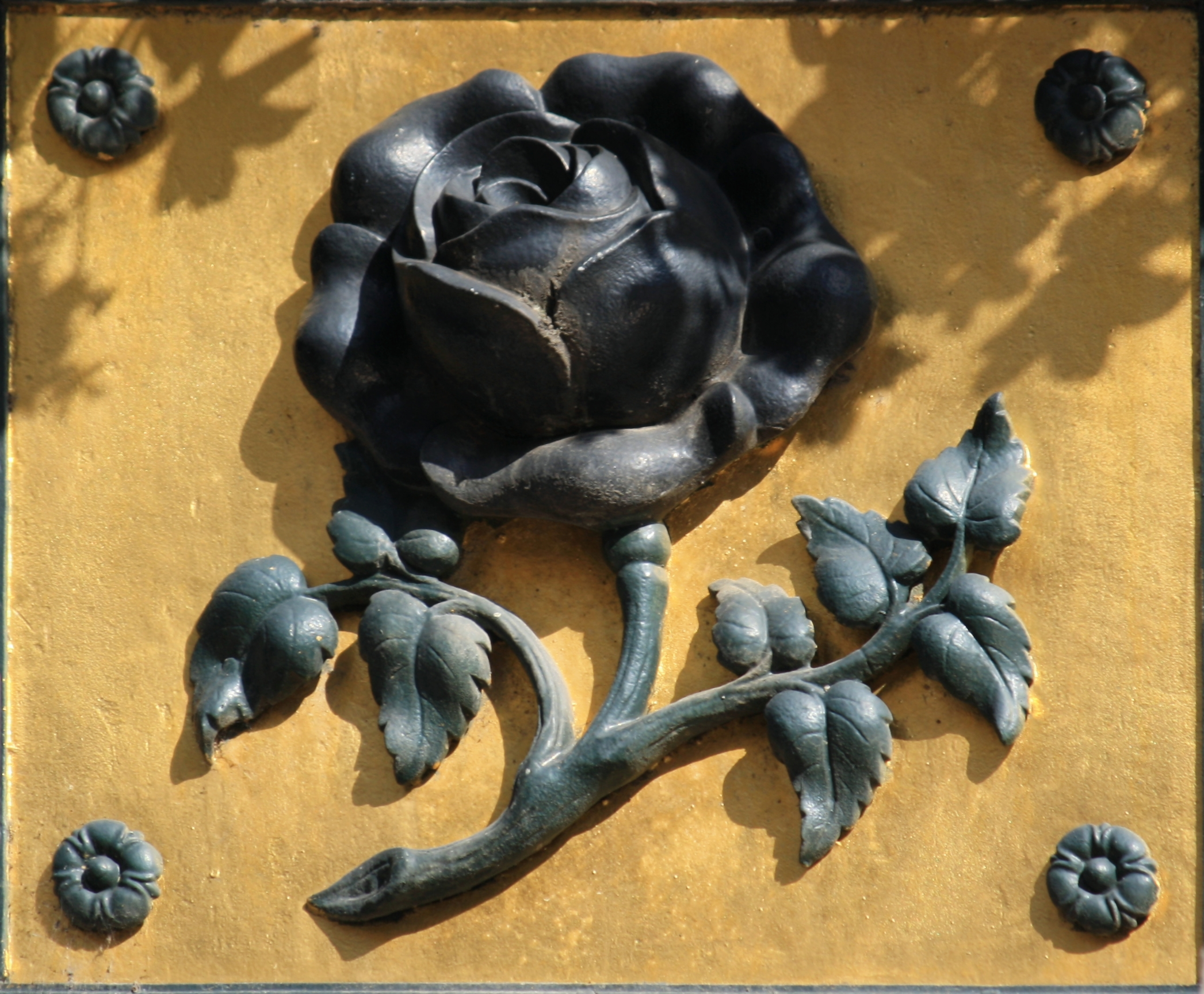
Domovní znamení na balkóně, železná litina, asi 1847

Na městišti při východní straně staroměstského městského příkopu byl poprvé zmíněn dům k roku 1377, pravděpodobně byl velký a honosný, protože se při jeho koupi jmenují bohatí pražští patricijové Hána Beneschauer a mincmistr Martin Rotlev. V letech 1402–1420 patřil mistrům a žákům pražské univerzity. Roku 1408  se již dům nazýval U černé růže (Rosa nigra), když zde proběhla disputace o učení Jana Viklefa mezi mistry Příbramem a Englišem, při které mělo být přítomno kolem 1000 posluchačů. V dalších stoletích byl dům přestavován ve slohu renesančním a barokním, ale dochovaly se z něj pouze klenuté sklepy. Kolem poloviny 17. století byl dům sídlem novoměstské solnice.
Roku 1846 starý dům zakoupil a dal přestavět František Frenzel, jemuž klasicistní stavbu navrhl jeho bratr, architekt Jan Jindřich Frenzel, v následujícím roce byl dům postaven. Fasáda patří k prvním projevům klasicistního romantismu v české architektuře, její plány podepsal architekt Josef Eisbrich. Od roku 1874 dům vlastnil hutní a železářský podnikatel Bohumil Bondy, který zde bydlel s manželkou Simonetou a syny Ottou a Leem. Kromě toho jim patřily i další nemovitosti, nejblíže dům čp. 1050/II Na Poříčí.

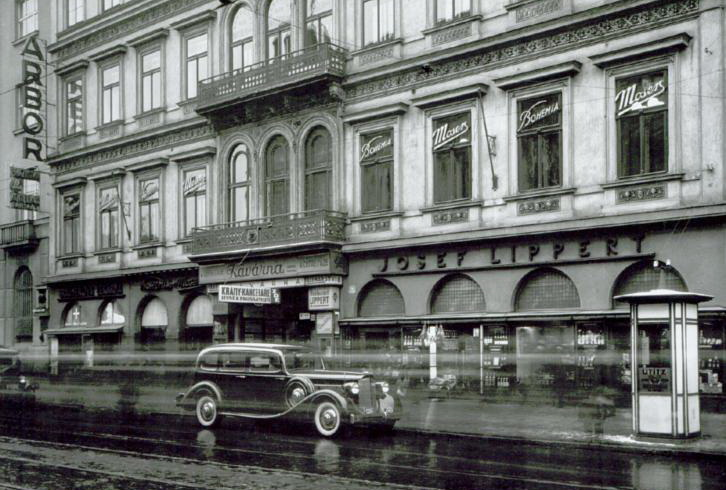
Lippertovo lahůdkářství, vchod do kavárny a prodejna skla Moser, fotografie z roku 1927

Úpravy obytných interiérů hlavní budovy pro rodinu Bondyů prováděl v letech 1884-1888 Josef Fanta. V letech 1893-1945 v přízemí provozovala lahůdkářství firma Josefa Lipperta a jeho syna Viktora, od roku 1923 řízená akciovou společností Julius Meinl. Patřila k ní rovněž kavárna a restaurace, jež vznikly po propojení dvorany hlavní budovy s bočním domem do Panské ulice (čp. 894/II). Vyřešila je funkcionalistická pasáž z let 1929–1933 podle projektu architekta Oldřicha Tyla, podle majitelů nazývaná Lippertova pasáž. Další úpravy formou vestavby dvouramenného točitého schodiště a dělicích příček obchodů do pasáže proběhly v letech 1959–1960 v bruselském stylu. Generální rekonstrukce pasáže proběhla v letech 1996-1998 podle projektu architektů Jána  Stempela a Jana Jakuba Tesaře. Byly při ní odstraněny nevhodné pozdější doplňky. Dům vlastní obchodní společnost Solid a pronajímá pro nákupní galerii, kanceláře a byty.

## Popis
Řadová budova obdélného půdorysu je situována v hloubkové severojižní ose parcely směrem k Jindřišské ulici. Je čtyřpodlažní, zděná z omítaných cihel. Průčelí má osově symetrické řešení výkladních skříní v přízemí, oken i balkónu v prvním patře. Fasáda je obložena kamenem. Balkóny mají zábradlí z ozdobné železné mříže na konzolách, vyrobené v železárnách Bohumila Bondyho. Okna nad balkony jsou v obou patrech půlkruhově zaklenutá. Okna ve 3. patře mají nadokenní římsu vyklenutou segmentově. Podlaží od sebe oddělují kordonové římsy s geometrickým dekorem a plastickými hlavičkami v medailonech. Na atice je profilovaná korunní římsa, členěná většími maskarony a volutami. 

### Novorenesanční interiéry
Interiéry prvního patra hlavní budovy byly vybaveny jako obytné pro rodinu Bondyů. Pět místností se dochovalo s novorenesančním vybavením a zařízením z let 1884-1888 podle návrhů Josefa Fanty. Ve střední hale přístupné po nově upraveném schodišti jsou dřevěné kazetové stropy, rohové lavabo, obklady stěn, troje dveřní a okenní ostění s intarzovanými výplněmi s postavičkami puttů, monogramy majitelů BB, BSB, erby a letopočty 1884 s 1887. Ze štukové výzdoby se dochovaly jen kruhové reliéfy uprostřed stropů, v nichž jsou zavěšeny novodobé křišťálové lustry s ověsky. Novorenesanční nábytek zastupují dva kruhové stoly na řezaném profilovaném sloupku a souprava čtyř novorenesančních křesel. V hale stojí novorenesanční kachlová kamna. Od roku 1905 dosud slouží tyto interiéry pro reprezentační prodejnu skla firmy Moser.  

## Galerie

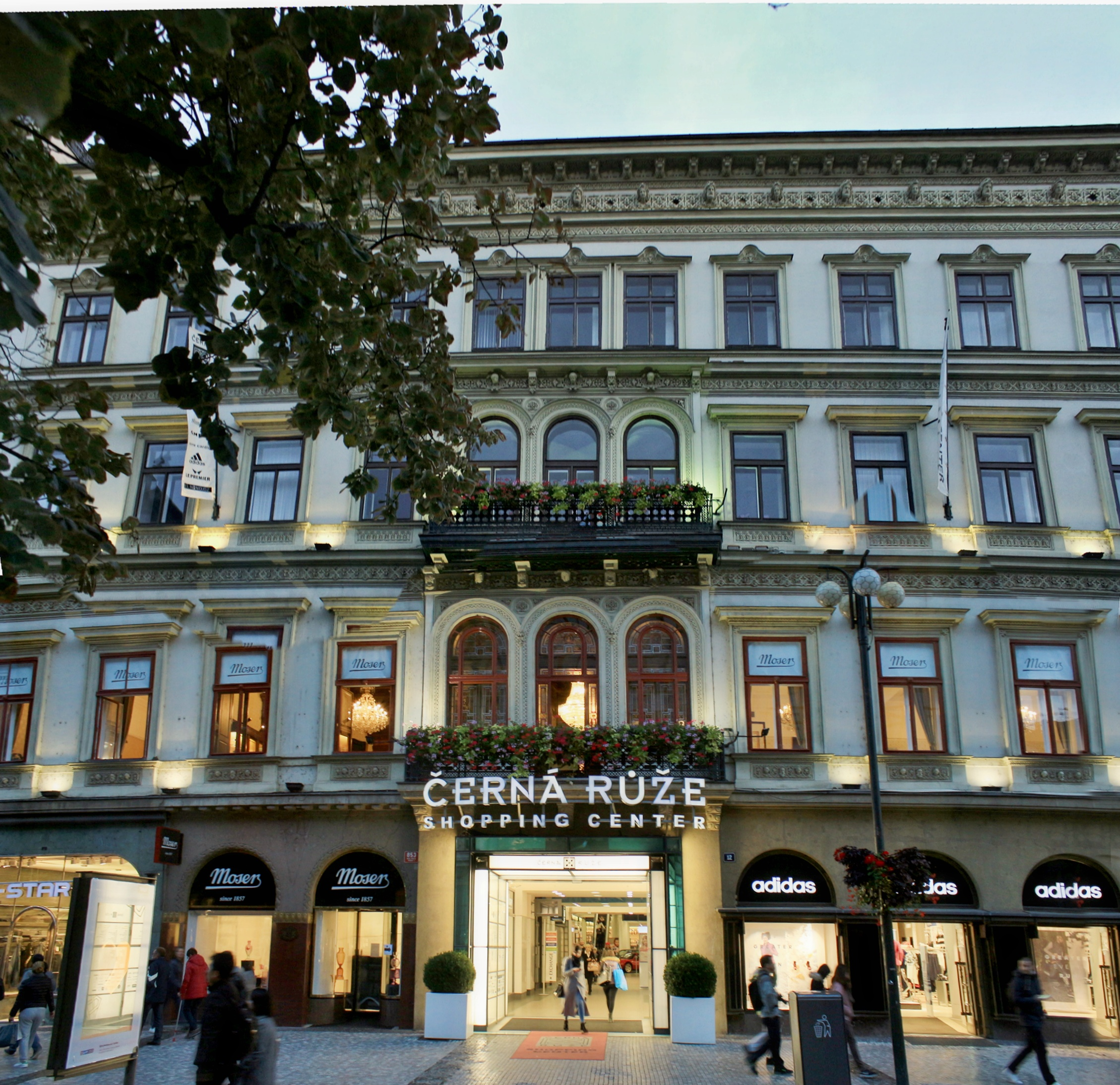
Večerní pohled
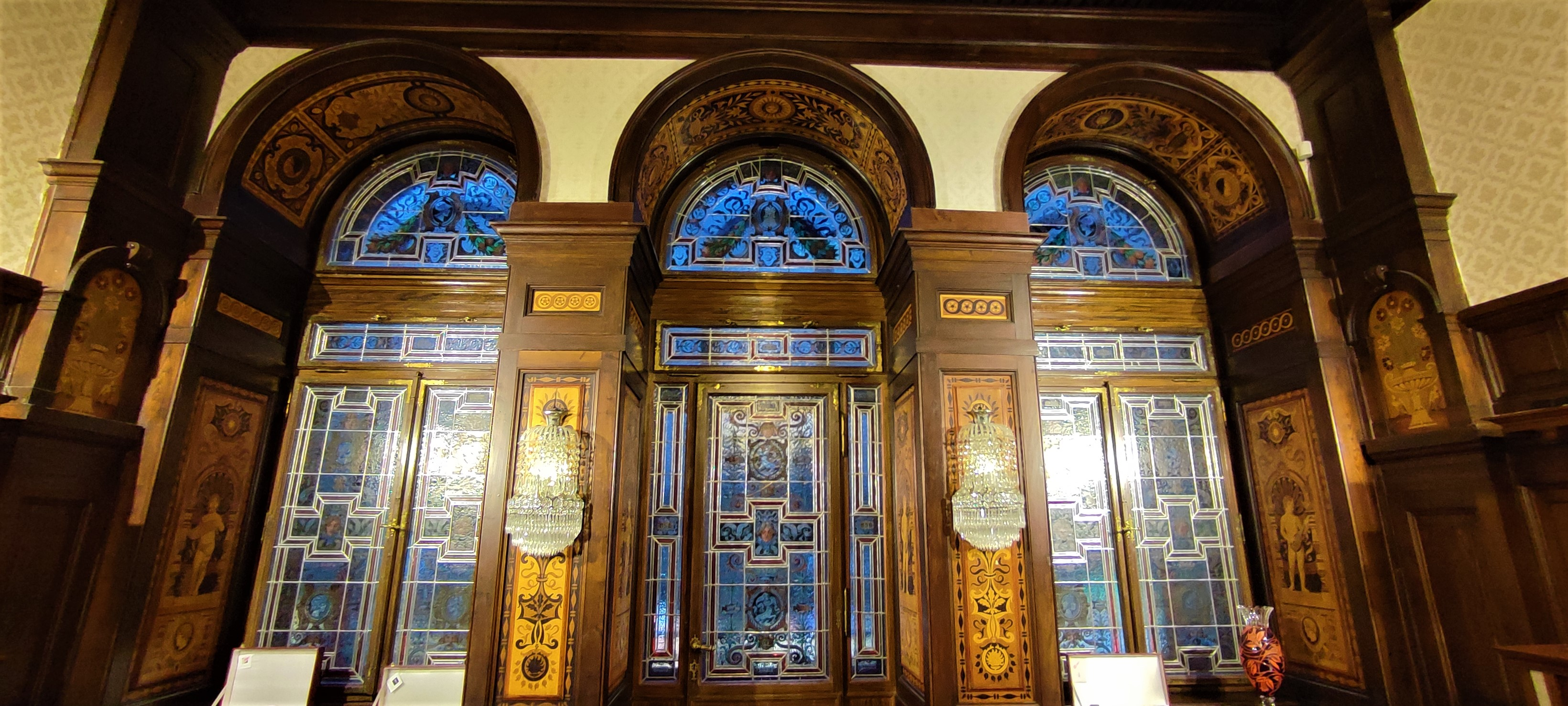
Vitráže v oknech salónu 1. patra
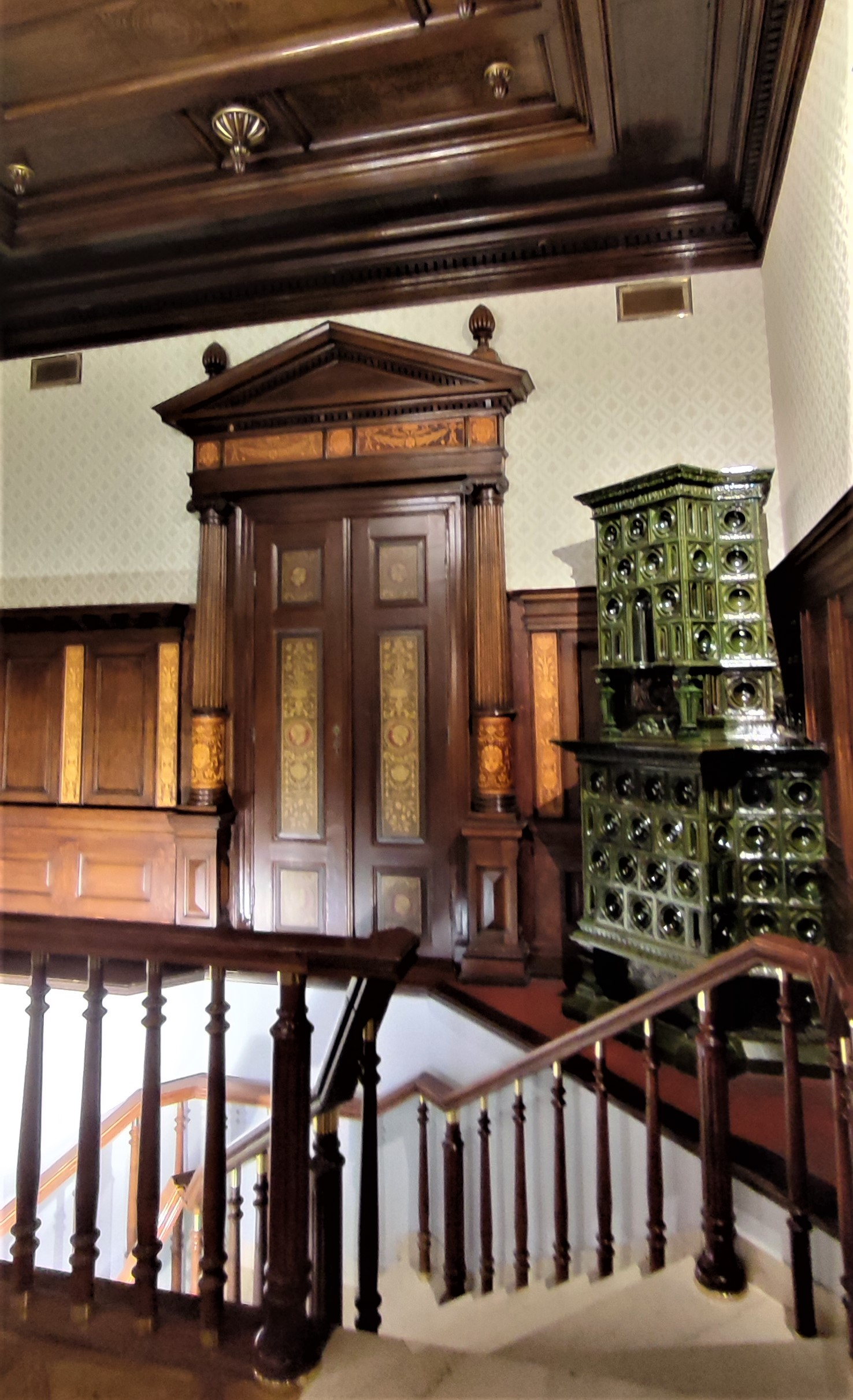
Schodiště do 1. patra
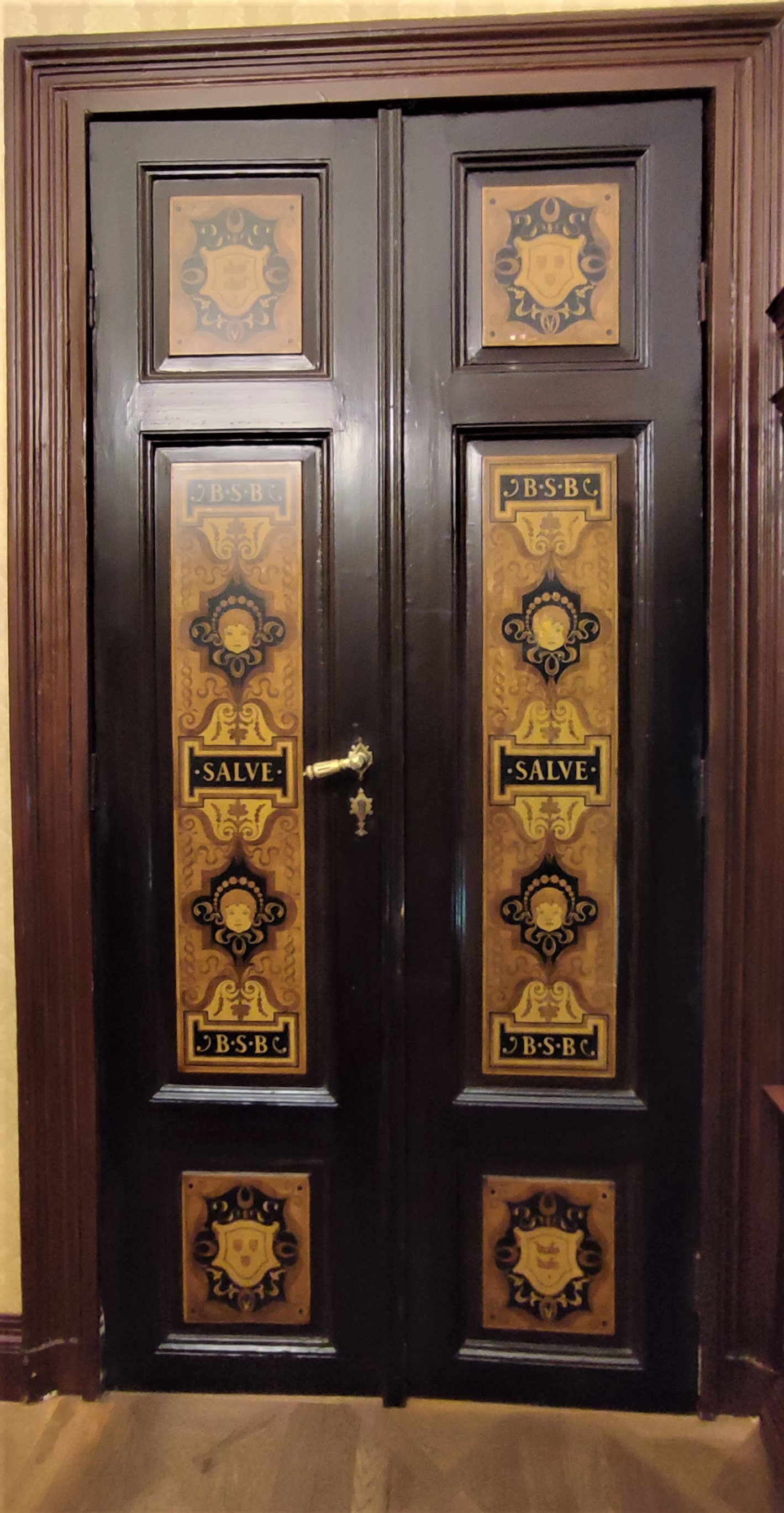
Intarzie dveří

### Pasáž
Umělecky významná funkcionalistická pasáž byla upravena z dvorany hlavní budovy propojením s dvorem a průjezdem sousedních domů. Konstrukce sféricky zaoblených kleneb patří k raným příkladům využití luxfer čočkovitého i čtvercového tvaru a k největším plochám svého druhu. Byla v letech 1996-1998 obnovená podle původního konceptu, s doplněním celoskleněných stěn a příček obchodů. Zároveň byla zlikvidována novodobá schodiště a nahrazena eskalátory.  

## Galerie

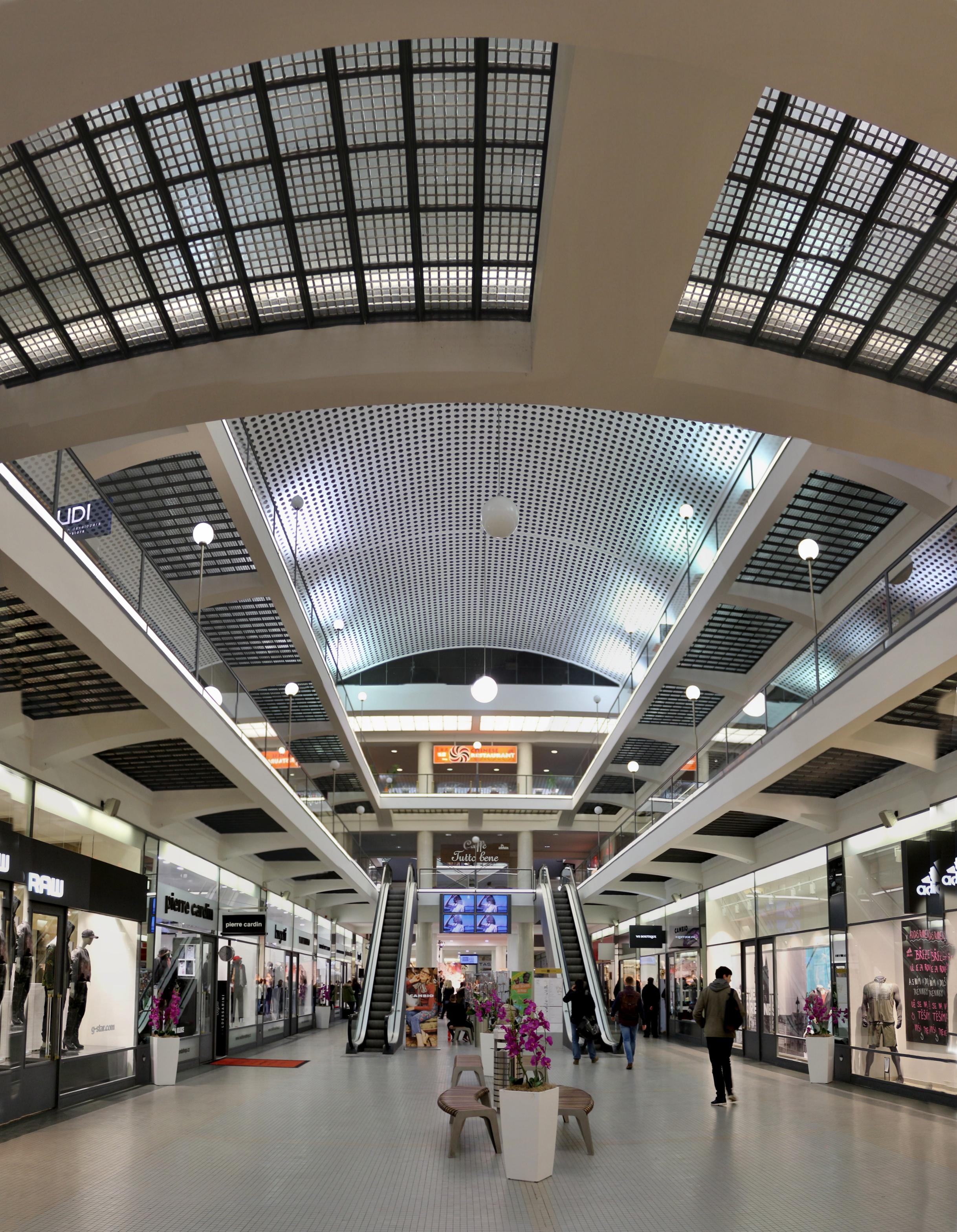
Nákupní část pasáže
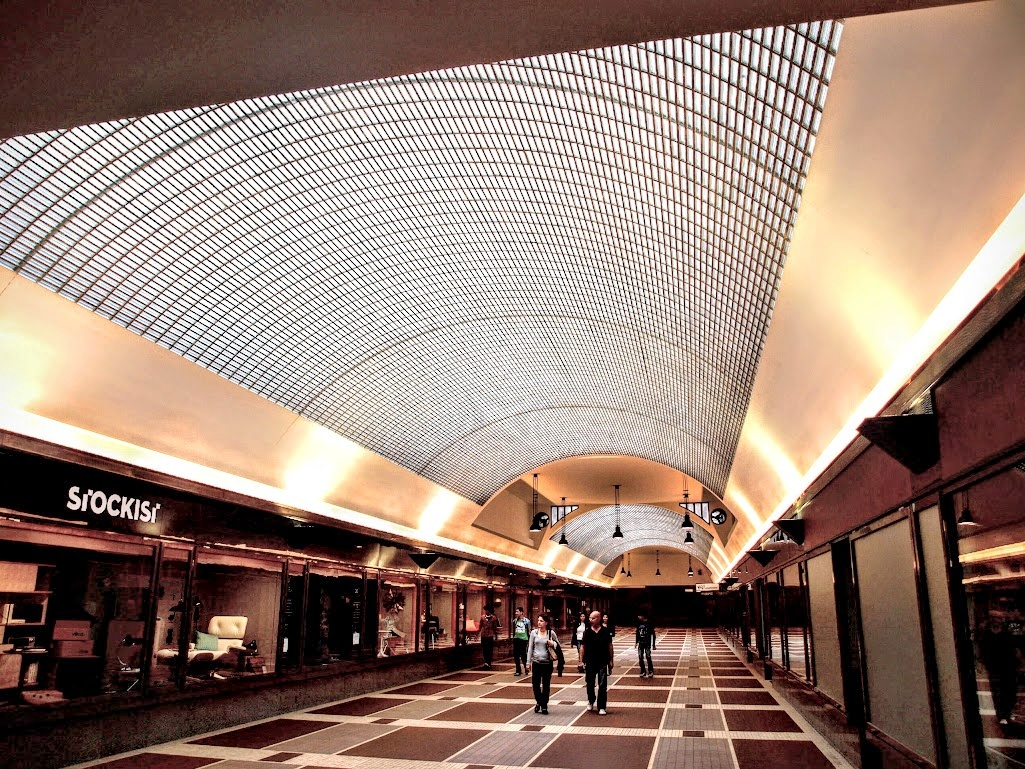
Průchozí část pasáže
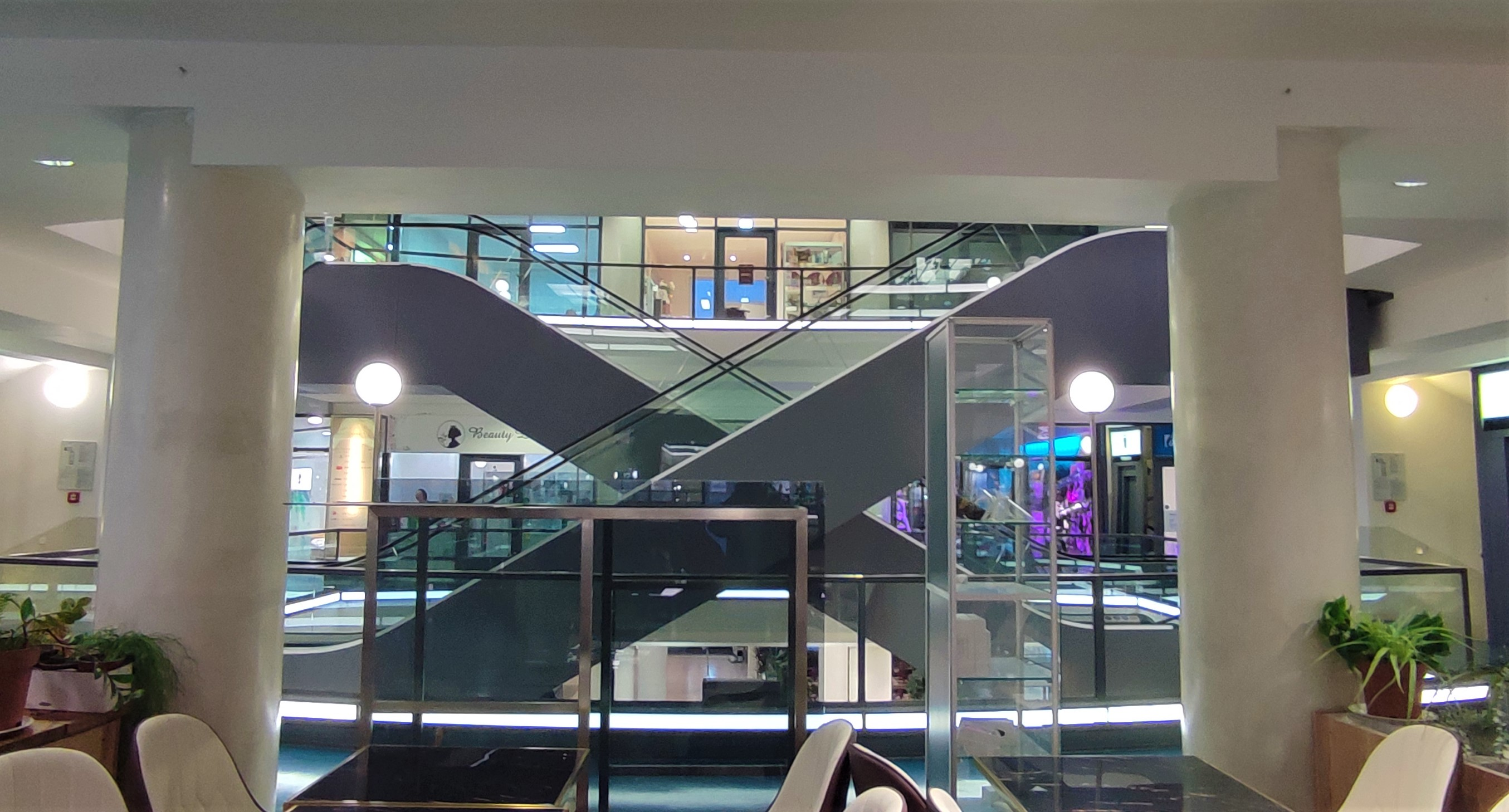
Kavárna a nové eskalátory